# Aveize
Aveize är en kommun i departementet Rhône i regionen Auvergne-Rhône-Alpes i östra Frankrike. Kommunen ligger i kantonen Saint-Symphorien-sur-Coise som tillhör arrondissementet Lyon. År 2022 hade Aveize 1 108 invånare.

## Befolkningsutveckling
Antalet invånare i kommunen Aveize
| Referens: INSEE |